# Petrosaurus slevini
Espèce
Synonymes
- Uta slevini Van Denburgh, 1922
- Petrosaurus mearnsi slevini (Van Denburgh, 1922)

Statut de conservation UICN

 LC  : Préoccupation mineure
Petrosaurus slevini est une espèce de sauriens de la famille des Phrynosomatidae.

## Répartition
Cette espèce est endémique du Mexique. Elle se rencontre dans les îles Ángel de la Guarda et Mejía dans le golfe de Californie,.

## Étymologie
Cette espèce est nommée en l'honneur de Joseph Richard Slevin.

## Publication originale
- Van Denburgh, 1922 : The reptiles of western North America, an account of the species known to inhabit California and Oregon, Washington, Idaho, Utah, Nevada, Arizona, British Columbia, Sonora and Lower California, Volume I. Lizards. Occasional papers of the California Academy of Sciences, no 10, p. 1–612 (texte intégral).